# MetLife Stadium
El MetLife Stadium (inaugurado como New Meadowlands Stadium) es un estadio multideportivo ubicado en el suburbio Meadowlands en la ciudad de East Rutherford, Nueva Jersey cerca de la ciudad de Nueva York en los Estados Unidos.
El estadio sustituyó al antiguo Giants Stadium que fue construido en 1976, y se edificó en el espacio que ocupaba el estacionamiento del antiguo estadio. El Metlife Stadium es sede de dos equipos de la National Football League: los New York Giants y los New York Jets. Es operado por la compañía New Meadowlands Stadium Company, LLC. Meadowlands Stadium, fue inaugurado el día 10 de abril de 2010 con un partido de Lacrosse, pero el 7 de mayo tuvo su primer partido de fútbol soccer que se disputó entre los seleccionados de México y Ecuador con un estadio casi lleno. Su estreno para la práctica del fútbol americano fue el 16 de agosto de 2010 con un partido de la semana 1 de pretemporada de la NFL entre los Jets y los Giants, aunque de forma oficial los Giants fueron los elegidos para el estreno en la semana 1 de temporada regular 2010/11 de la NFL el 12 de septiembre en un partido ante Carolina Panthers.
El estadio acogió el Super Bowl de 2014, el Super Bowl XLVIII, en lo que fue el primer Super Bowl en un estadio al aire libre de una ciudad con clima frío en la época de febrero. También fue la sede de WrestleMania 29, el 7 de abril de 2013 con un total de 80.676 asistentes.
En 2016 fue sede de la final de la Copa América Centenario 2016 que se desarrolló en ese país. También fue la sede de WrestleMania 35 en 2019.
Está programada a ser la sede de la final de la Copa Mundial de Fútbol de 2026, a disputarse el 19 de julio de 2026.

## Historia
Como el Giants Stadium se acercaba a los 30 años de antigüedad, e iba a ser uno de los estadios más antiguos de la NFL, los New York Jets, que fueron los accionistas menores del Meadowlands, intentaron construir su propio estadio. El propuesto West Side Stadium se construiría en Manhattan, pero necesitaba una importante financiación pública. Cuando el proyecto fracasó, los Jets se aliaron con los Giants para construir un nuevo estadio que financiarían entre los dos equipos.

## Instalaciones
El estadio tiene una capacidad para 82.566 personas y 218 palcos de lujo, el exterior del estadio está cubierto de aluminio con luces en su interior lo que puede hacer que tome cualquier color en su exterior. Esta tecnología es similar a la que se utilizan en el Allianz Arena de Múnich, o en el estadio de San Mamés, en Bilbao (España).
El estadio puede cambiar entre verde cuando sea sede de los New York Jets, azul cuando sea sede de los New York Giants, rojo cuando sea sede de conciertos y blanco cuando sea sede de otros eventos.

## Derechos de nombre

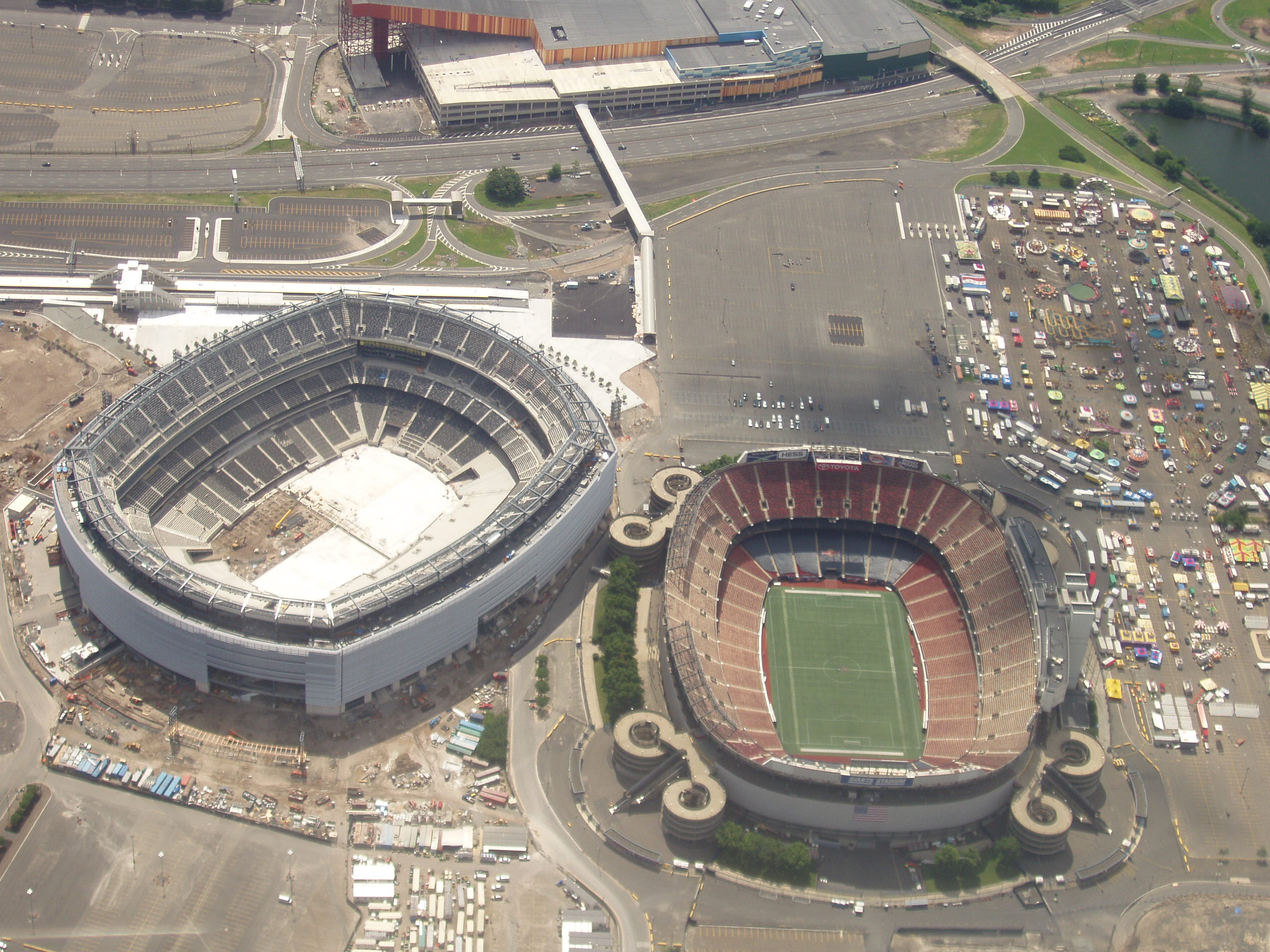
El MetLife Stadium en fase de construcción, a un costado el Giants Stadium demolido en 2010.

Allianz, una compañía de servicios financieros con sede en Alemania, expresó su interés en comprar los derechos del nombre al estadio. La propuesta fue por un periodo de hasta 30 años, y se estimó en un valor de entre 20 millones y 30 millones de dólares.
Esta propuesta, sin embargo, provocó protestas de la comunidad judía de Nueva York y la Liga Anti-Difamación, que se opuso a la medida debido a los estrechos lazos en el pasado entre Allianz y el gobierno de la Alemania Nazi durante la Segunda Guerra Mundial.
En agosto de 2011, MetLife adquirió los derechos de nombre del estadio por un periodo de 25 años. De esta forma, el recinto es conocido como Estadio MetLife.

## Eventos deportivos

### Super Bowl
| Fecha                | Super Bowl | Equipo         | Puntos | Equipo           | Puntos | Asistencia |
| -------------------- | ---------- | -------------- | ------ | ---------------- | ------ | ---------- |
| 2 de febrero de 2014 | XLVIII     | Denver Broncos | 8      | Seattle Seahawks | 43     | 82 529     |

### Copa de Oro de la Concacaf 2011
| Fecha       | Fase             | Equipo     |                       | Resultado      |                      | Equipo    | Espectadores |
| ----------- | ---------------- | ---------- | --------------------- | -------------- | -------------------- | --------- | ------------ |
| 18 de junio | Cuartos de final | Costa Rica | Bandera de Costa Rica | 1:1 (2:4 pen.) | Bandera de Honduras  | Honduras  | 78 807       |
| 18 de junio | Cuartos de final | México     | Bandera de México     | 2:1            | Bandera de Guatemala | Guatemala | 78 807       |

### Copa de Oro de la Concacaf 2015
| Fecha       | Fase             | Equipo            |                              | Resultado      |                       | Equipo     | Espectadores |
| ----------- | ---------------- | ----------------- | ---------------------------- | -------------- | --------------------- | ---------- | ------------ |
| 19 de julio | Cuartos de final | Trinidad y Tobago | Bandera de Trinidad y Tobago | 1:1 (5:6 pen.) | Bandera de Panamá     | Panamá     | 74 187       |
| 19 de julio | Cuartos de final | México            | Bandera de México            | 1:0            | Bandera de Costa Rica | Costa Rica | 74 187       |

### Copa América Centenario 2016
| Fecha       | Fase             | Equipo    |                      | Resultado      |                     | Equipo   | Espectadores |
| ----------- | ---------------- | --------- | -------------------- | -------------- | ------------------- | -------- | ------------ |
| 12 de junio | Primera fase     | Ecuador   | Bandera de Ecuador   | 4:0            | Bandera de Haití    | Haití    | 50 976       |
| 17 de junio | Cuartos de final | Perú      | Bandera de Perú      | 0:0 (2:4 pen.) | Bandera de Colombia | Colombia | 79 194       |
| 26 de junio | Final            | Argentina | Bandera de Argentina | 0:0 (2:4 pen.) | Bandera de Chile    | Chile    | 82 026       |

### Copa América 2024
| Fecha               | Fase                     | Equipo    |                      | Resultado |                      | Equipo    | Espectadores |
| ------------------- | ------------------------ | --------- | -------------------- | --------- | -------------------- | --------- | ------------ |
| 25 de junio de 2024 | Fase de grupos - Grupo A | Chile     | Bandera de Chile     | 0:1       | Bandera de Argentina | Argentina | 81 106       |
| 27 de junio de 2024 | Fase de grupos - Grupo C | Uruguay   | Bandera de Uruguay   | 5:0       | Bandera de Bolivia   | Bolivia   | 48 033       |
| 9 de julio de 2024  | Semifinales              | Argentina | Bandera de Argentina | 2:0       | Bandera de Canadá    | Canadá    | 80 102       |

### Copa Mundial de Clubes de la FIFA 2025
| Fecha               | Fase                     | Equipo              |                       | Resultado |                          | Equipo              | Espectadores |
| ------------------- | ------------------------ | ------------------- | --------------------- | --------- | ------------------------ | ------------------- | ------------ |
| 15 de junio de 2025 | Fase de grupos - Grupo A | Palmeiras           | Bandera de Brasil     | 0:0       | Bandera de Portugal      | Porto               | 46 275       |
| 17 de junio de 2025 | Fase de grupos - Grupo F | Fluminense          | Bandera de Brasil     | 0:0       | Bandera de Alemania      | Borussia Dortmund   | 34 736       |
| 19 de junio de 2025 | Fase de grupos - Grupo A | Palmeiras           | Bandera de Brasil     | 2:0       | Bandera de Egipto        | Al-Ahly             | 35 179       |
| 21 de junio de 2025 | Fase de grupos - Grupo F | Fluminense          | Bandera de Brasil     | 4:2       | Bandera de Corea del Sur | Ulsan HD            | 29 321       |
| 5 de julio de 2025  | Cuartos de final         | Real Madrid         | Bandera de España     | 3:2       | Bandera de Alemania      | Borussia Dortmund   | 76 611       |
| 8 de julio de 2025  | Semifinales              | Fluminense          | Bandera de Brasil     | 0:2       | Bandera de Inglaterra    | Chelsea             | 70 556       |
| 9 de julio de 2025  | Semifinales              | Paris Saint-Germain | Bandera de Francia    | 4:0       | Bandera de España        | Real Madrid         | 77 542       |
| 13 de julio de 2025 | Final                    | Chelsea             | Bandera de Inglaterra | 3:0       | Bandera de Francia       | Paris Saint-Germain | 81 118       |